# Sandra Mara Ferreira
Sandra Mara Ferreira, posteriormente Sandra Mara Ferreira Villares (São Paulo, 1952) é uma médica e modelo famosa por ter vencido o Miss Brasil 1973 por São Paulo.

## Concursos de beleza
Dividida entre as provas da faculdade de Medicina e as etapas do Miss São Paulo 1973, Sandra venceu o certame representando a cidade de Sorocaba, embora nascida na capital. Vencendo o Estadual, mesmo contra suas expectativas, foi à Brasília, com um público de quase 25 mil pessoas e se elegeu Miss Brasil daquele ano, deixando a carioca Denise Penteado Costa no segundo lugar e a mineira Florence Alvarenga na terceira posição. Entre os jurados, destacam-se as estrelas da época: Clodovil Hernandes (1937-2009); Zacarias do Rego Monteiro (1913-1986), o eterno Pierrot dos bailes carnavalescos e Adalgisa Colombo (1940-2013), Miss Distrito Federal (1891–1960), Miss Brasil e vice-Miss Universo 1958.
No nacional, chegou a declarar:
| “ | Minha favorita era Florence, Miss Minas Gerais. Acho que nenhuma de nós reunia tantos atributos para representar a mulher brasileira, no concurso Miss Universo. Mas, já que o júri se decidiu por mim, o melhor é seguir em frente e tentar uma boa colocação. | ” |

### Tragédia
Sandra teve o apoio imperativo dos seus pais, Ronaldo Ferreira, médico, e Cândida Castilho Ferreira, dona de casa. Suas medidas eram 1.77 m de altura, 90 cm de busto e quadris, 64 cm de cintura, 57 cm de coxa e 24 cm de tornozelo. Viajou três dias depois do desfile para Atenas, acompanhada de sua mãe. Seu nome chegou a ser divulgado como uma das pessoas que tinha morrido em Orly, no desastre do voo Varig RG-820 que decolara na noite de 11 de julho de 1973, do Rio de Janeiro para Paris. Outra figura muito conhecida também foi dada como vítima: o cantor Martinho da Vila. Depois foi tudo esclarecido. Sandra Mara e Martinho da Vila não estavam no avião, mas entre as 122 pessoas mortas foram confirmadas o cantor Agostinho dos Santos e Regina Lecléry, personalidade da alta sociedade carioca.

### Miss Universo
Realizado na Grécia, nossa Miss Brasil ficou entre as doze semifinalistas do Miss Universo - parando em 7º Lugar - , no ano em que o concurso contou com 61 jovens de várias partes do mundo e a vencedora foi Maria Margarita Moran, Miss Filipinas. Detalhe: após o anúncio das semifinalistas, Sandra Mara abaixou-se para dar um jeito na sandália desamarrada de Ana Lucía Agudelo Correa, Miss Colômbia, também classificada no Top 12.
| “ | Foi tudo uma grande surpresa. Já no Miss São Paulo eu não esperava nada. Estava era muito preocupada por ter de fugir dos ensaios para assistir às aulas e fazer provas. Depois de eleita Miss Brasil eu fui para Atenas e acabei ficando em sétimo lugar no Miss Universo 1973. E fiquei muito feliz, é claro. Foi maravilhosa essa chance de conhecer a Grécia e as ilhas gregas. Embora a gente mal tivesse tempo para passeios, já que passávamos parte do dia dormindo para enfrentar os ensaios que iam de meia-noite às 5 da manhã, quando a temperatura caía um pouco, tal era o calor que fazia por lá. | ” |

## Atualidade
Hoje Sandra é Médica Assistente do Hospital das Clínicas da Faculdade de Medicina da Universidade de São Paulo e Professora Colaboradora da Universidade de São Paulo. Sua experiência na Medicina abrange as áreas de endocrinologia e metabologia, com atenção ao estudo da obesidade (genes candidatos) e obesidade infantil. E possui uma filha, Priscila Villares, que chegou a ser finalista do concurso Menina Fantástica 2009.